# Martinus Kempe
Martinus Johannis Kempe, född 1 maj 1630, död 11 februari 1686, var en svensk präst.

## Biografi
Martinus Kempe föddes 1630. Han var son till komministern Johannes Kempe i Nedertorneå församling. Kempe blev 20 november 1645 student vid Uppsala universitet och prästvigdes 1651. Han var mellan 1653–1674 kapellan i Nedertorneå församling och blev 1675 kyrkoherde i Jukkasjärvi församling. Kempe blev 1681 kyrkoherde i Övertorneå församling, tillträdde 1682.
Under sin tid som kyrkoherde klagade han hos landshövdingen Hans Clerck att befolkningen i Pajala, Tärendö och Muonioniska inte ville erkänna honom som kyrkoherde. Istället ville de ha predikanten Michael Constenius vid Kengis bruk.
Kempe avled 1686 i Övertorneå församling och begravdes i Övertorneå kyrkas kor. I kyrka sattes en svart minnestavla upp med latinsk text i guld.

### Familj
Kempe var gift med Malin Filipsdotter. De fick tillsammans sonen komministern Mårten Kempe (född 1653) i Nedertorneå församling.